# لنجرود
این روستا از روستاهای بزرگ بخش دهستان پل دوآب می‌باشد و دارای تاریخ پر فراز و نشیبی است که قبل از انقلاب اسلامی 1357 دارای نظام ارباب و رعیتی بود و توسط فرزندان شیخ العراقین بیات به نام‌های خانم فروردین بیات و دکتر محمد باقر بیگی اداره می‌شد و بعد از انقلاب اسلامی توسط شوراهای اسلامی و نظام تعاونی کشاورزی اداره می‌شود. یک رودخانه فصلی از میان این روستا می‌گذرد و آن را به دو قسمت تقسیم می نماید، قسمت شمالی آن از توده ساختمانی بیشتری نسبت به قسمت جنوبی بر خوردار می‌باشد  . رودخانه از سمت شمال غربی وارد روستا شده و از قسمت جنوب شرقی از روستا خارج می‌شود. بیشتر مردم این روستا به شهر مهاجرت کرده اند و درآمد اکثر مردم از باغداری و فروش انگور و کشاورزی است.  

مردم این روستا به زبان لری تکلم می کنند
لنجرود یک روستا در ایران است که در دهستان پل دو آب واقع شده‌است. لنجرود ۲٬۰۱۷ نفر جمعیت دارد.